# Chee Choon Keng
Chee Choon Keng (* um 1915 in Penang) war ein malaysischer Badmintonspieler. 

## Karriere
Choon Keng Chee gewann 1940 die offen ausgetragenen indischen Meisterschaften im Herreneinzel. Ein Jahr später siegte er im Herrendoppel mit seinem Cousin Chee Choon Wah bei den Malaysia Open. Bei den Penang Open 1939 reichte es im Einzel dagegen nur zu Rang drei.

## Sportliche Erfolge
| Saison | Veranstaltung                 | Disziplin    | Platz | Name                             |
| ------ | ----------------------------- | ------------ | ----- | -------------------------------- |
| 1939   | Penang Open                   | Herreneinzel | 3     | Chee Choon Keng                  |
| 1940   | Indien: Einzelmeisterschaften | Herreneinzel | 1     | Chee Choon Keng                  |
| 1941   | Malaysia Open                 | Herrendoppel | 1     | Chee Choon Wah / Chee Choon Keng |